# 大陈镇 (无极县)
大陈镇，是中华人民共和国河北省石家庄市无极县下辖的一个乡镇级行政单位。

## 行政区划
大陈镇下辖以下地区：
大陈村、高陵村、赵户村、泊头村、西郎村、小陈村、赵户营村、东东候村、西东候村、北候村、北家庄村、王家庄村和石家庄村。